# Полное собрание законов Российской империи

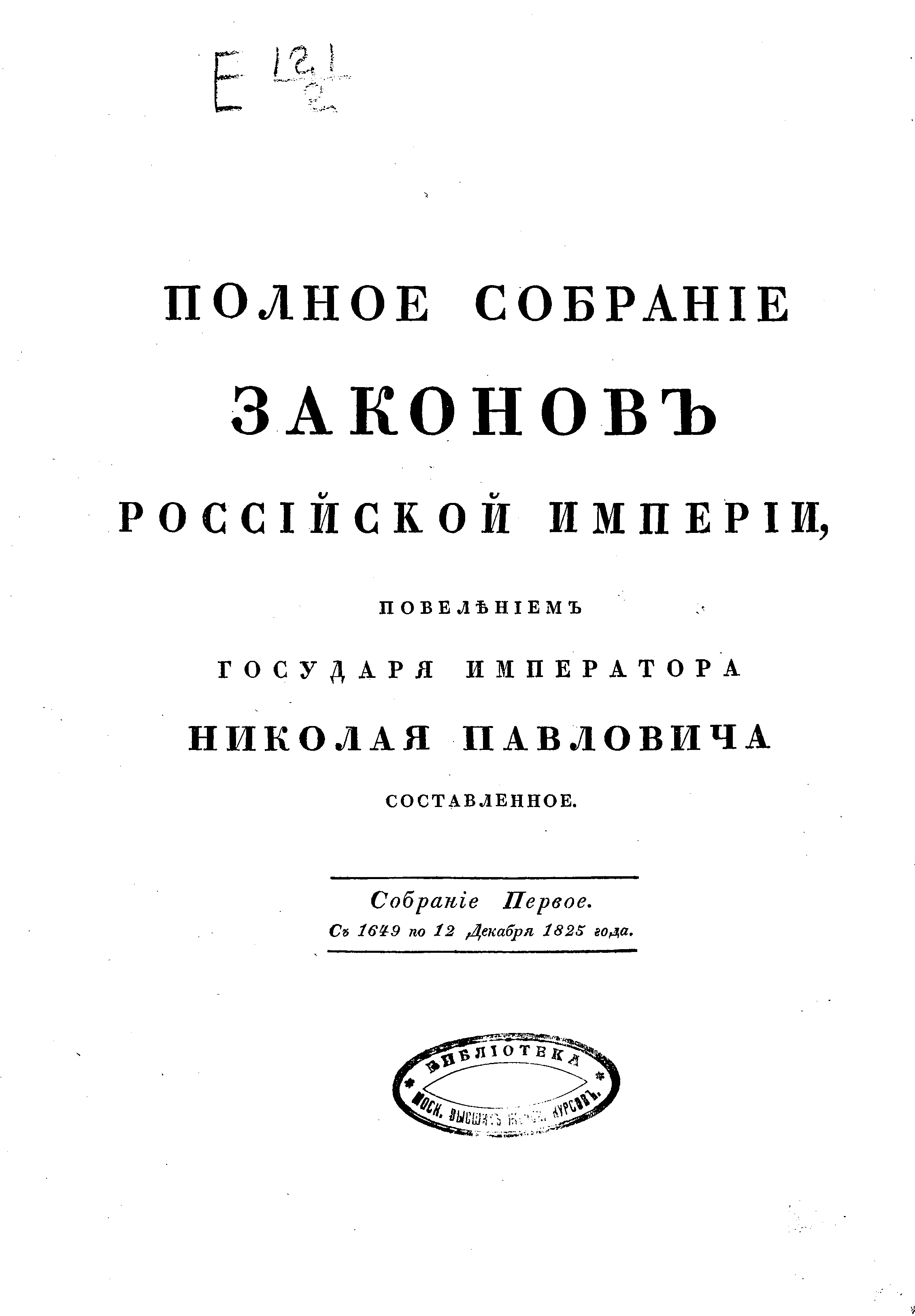
Полное собрание законов Российской империи. Собрание первое. Т. I. 1649—1825 годы

По́лное собра́ние зако́нов Росси́йской импе́рии (ПСЗРИ) — наиболее полный сборник законодательных актов Российской империи, расположенных в хронологическом порядке. 
Собрание сейчас считается монументальным памятником русского права. Сила и действие законов Российской империи, опубликованных в полном собрании, распространялись на всё устройство государственной и общественной жизни. Полное собрание законов не следует смешивать со Сводом законов — 16-томным изданием, в котором многие законы (с сохранением текста каждого отдельного параграфа) были сведены в своего рода кодексы, то есть излагались в систематическом, а не в хронологическом порядке.

## Издания
Составление Полного собрания законов было вызвано кодификационными работами императора Николая I. Прежде чем приступить к изданию свода действующих законов, необходимо было иметь Полное собрание законов, отсутствие которого так парализовало кодификационные труды предшествовавших царствований, когда не только частные лица, но даже правительственные места часто находились в неизвестности о составе содержания действующего права.
Издание Полного собрания законов было поручено в 1826 году Второму отделению Собственной Его Императорского Величества канцелярии. Колоссальную кодификационную работу возглавил М. М. Сперанский. В состав Полного собрания законов должны были войти все отменённые и действующие узаконения, изданные с 1649 года, а также судебные решения за этот же период, имевшие принципиальное значение.
Работа по составлению продолжалась четыре года (c 25 апреля [7 мая] 1826 года по 1 [13] апреля 1830 года), и в 1830 году было издано первое Полное собрание законов (I полное собрание законов) за период с 1649 года по 12 декабря 1825 года — от Соборного уложения царя Алексея Михайловича до конца царствования Александра I (45 томов). В него вошли 30920 актов, подробные хронологические и предметные указатели.
Второе собрание (II полное собрание законов) выпускалось ежегодно в 1830—1884 гг., содержит более 60 тысяч законодательных актов с 12 декабря 1825 года по 28 февраля 1881 года, охватывает царствования Николая I и Александра II (55 томов и указатели).
Третье собрание (III полное собрание законов) выходило ежегодно до 1916 года, включает более 40 тысяч законодательных актов с 1 марта 1881 года до конца 1913 года — время правления Александра III и Николая II (33 тома).
Акты внутри каждого из трёх собраний имели сквозную пятизначную нумерацию. Каждое собрание состояло из двух частей: первая содержала собственно тексты, а вторая разного рода прилагаемые табличные материалы (штаты, табели, финансовые росписи), чертежи и рисунки. В конце каждого собрания находился предметный указатель.
Полное собрание законов за каждый отдельный год обычно издавалось на три года позже. Для оперативной публикации законодательства предназначалось периодическое издание — Собрание узаконений и распоряжений правительства.

## Редакторы
- Савич, Георгий Георгиевич